# Heineken Cup 1999-2000
Heineken Cup 1999-2000 (in inglese 1999-2000 Heineken Cup; in francese H Cup 1999-2000) fu la 5ª edizione della massima competizione europea per club di rugby a 15.
Si tenne dal 19 novembre 1999 al 27 maggio 2000 tra 24 squadre provenienti da Francia, Inghilterra, Galles, Irlanda, Italia e Scozia.
Con il ritorno delle squadre inglesi nella competizione, formula e formato variarono per la quinta volta in altrettante edizioni di torneo: le 24 compagini furono infatti ripartite in 6 gironi, le vincitrici di ciascuno dei quali furono ammesse ai quarti di finale insieme alle due migliori seconde.
Si trattò anche della prima edizione in cui il finale corrispose a quello di stagione; in precedenza il torneo si era concluso sempre tra gennaio e febbraio.
Il rientro delle formazioni della Premiership portò con sé anche un lucrativo contratto televisivo siglato da BBC con European Rugby Cup: l'emittente britannica di Stato, infatti, si assicurò per quattro stagioni i diritti di trasmissione delle due maggiori Coppe europee (inclusa quindi la Challenge Cup) per complessivi 28 milioni di sterline.
L'inedita finale vide di fronte a Bordeaux gli irlandesi del Munster e gli inglesi di Northampton, che si aggiudicarono con l'esiguo punteggio di 9-8 un incontro caratterizzato da una sola meta marcata, peraltro da parte della formazione sconfitta.
Il valore delle marcature, come stabilito dall’IRFB nel 1992, era: 5 punti per ciascuna meta (7 se trasformata), 3 punti per la realizzazione di ciascun calcio piazzato, idem per il drop.

## Formula
Le squadre furono ripartite in sei gironi da quattro squadre ciascuno.
Ai quarti di finale accedettero la prima classificata di ciascuno dei sei gironi più le due seconde migliori classificate per punteggio e differenza punti marcati.
Le squadre prime classificate, in ordine decrescente di punteggio in classifica e, a parità di esso, di differenza punti marcati/subiti, occuparono i posti del seeding da 1 a 6; le seconde classificate, ordinate secondo lo stesso criterio, i posti 7 e 8.
I quarti di finale videro le squadre con il ranking da 1 a 4 affrontare in gara unica sul proprio campo quelle con seeding rispettivamente da 8 a 5 secondo il seguente ordine:
1. seeding 1 – seeding 8
2. seeding 3 – seeding 6
3. seeding 2 – seeding 7
4. seeding 4 – seeding 5

Le due semifinali, fatto salvo il diritto di campo interno per la squadra con il seeding migliore, furono:
1. vincitore QF1 – Vincitore QF2
2. vincitore QF3 – Vincitore QF4

La finale si tenne in gara unica al Parc Lescure di Bordeaux.

## Squadre partecipanti
| Girone A                 | Girone B                 | Girone C                   |
| ------------------------ | ------------------------ | -------------------------- |
| Glasgow (Scozia)         | Bath (Inghilterra)       | Bourgoin-Jallieu (Francia) |
| Leicester (Inghilterra)  | Petrarca (Italia)        | Llanelli (Galles)          |
| Leinster (Irlanda)       | Swansea (Galles)         | London Wasps (Inghilterra) |
| Stade français (Francia) | Tolosa (Francia)         | Ulster (Irlanda)           |
| Girone D                 | Girone E                 | Girone F                   |
| Colomiers (Francia)      | Benetton (Italia)        | Edimburgo (Scozia)         |
| Munster (Irlanda)        | Cardiff RFC (Galles)     | Grenoble (Francia)         |
| Pontypridd (Galles)      | Harlequins (Inghilterra) | Neath (Galles)             |
| Saracens (Inghilterra)   | Montferrand (Francia)    | Northampton (Inghilterra)  |

## Fase a gironi

### Girone A
|            | Incontri                   |       |
| ---------- | -------------------------- | ----- |
| 19-11-1999 | Leinster – Leicester       | 27-20 |
| 21-11-1999 | Stade français – Glasgow   | 37-18 |
| 26-11-1999 | Glasgow – Leinster         | 29-17 |
| 27-11-1999 | Leicester – Stade français | 30-25 |
| 12-12-1999 | Stade français – Leinster  | 39-6  |
| 12-12-1999 | Glasgow – Leicester        | 30-17 |
| 17-12-1999 | Leinster – Stade français  | 24-23 |
| 18-12-1999 | Leicester – Glasgow        | 34-21 |
| 7-1-2000   | Leinster – Glasgow         | 44-21 |
| 8-1-2000   | Stade français – Leicester | 38-16 |
| 14-1-2000  | Glasgow – Stade français   | 15-30 |
| 15-1-2000  | Leicester – Leinster       | 10-32 |

#### Classifica
| Pos | Squadra        | G | V | N | P | PF  | PS  | P±  | PT |
| --- | -------------- | - | - | - | - | --- | --- | --- | -- |
| A1  | Stade français | 6 | 4 | 0 | 2 | 192 | 109 | 83  | 8  |
| A2  | Leinster       | 6 | 4 | 0 | 2 | 150 | 138 | 12  | 8  |
| A3  | Leicester      | 6 | 2 | 0 | 4 | 127 | 173 | −46 | 4  |
| A4  | Glasgow        | 6 | 2 | 0 | 4 | 130 | 179 | −49 | 4  |

### Girone B
|            | Incontri           |       |
| ---------- | ------------------ | ----- |
| 20-11-1999 | Swansea – Petrarca | 66-19 |
| 20-11-1999 | Bath – Tolosa      | 25-32 |
| 27-11-1999 | Petrarca – Bath    | 15-56 |
| 27-11-1999 | Tolosa – Swansea   | 44-3  |
| 10-12-1999 | Swansea – Bath     | 10-9  |
| 11-12-1999 | Petrarca – Tolosa  | 17-39 |
| 18-12-1999 | Tolosa – Petrarca  | 51-0  |
| 7-1-2000   | Swansea – Tolosa   | 9-18  |
| 8-1-2000   | Bath – Petrarca    | 41-0  |
| 11-1-2000  | Bath – Swansea     | 20-9  |
| 15-1-2000  | Petrarca – Swansea | 25-29 |
| 15-1-2000  | Tolosa – Bath      | 14-19 |

#### Classifica
| Pos | Squadra  | G | V | N | P | PF  | PS  | P±   | PT |
| --- | -------- | - | - | - | - | --- | --- | ---- | -- |
| B1  | Tolosa   | 6 | 5 | 0 | 1 | 200 | 73  | 127  | 10 |
| B2  | Bath     | 6 | 4 | 0 | 2 | 170 | 80  | 90   | 8  |
| B3  | Swansea  | 6 | 3 | 0 | 3 | 126 | 137 | −11  | 6  |
| B4  | Petrarca | 6 | 0 | 0 | 6 | 76  | 282 | −206 | 0  |

### Girone C
|            | Incontri                    |       |
| ---------- | --------------------------- | ----- |
| 20-11-1999 | Bourgoin-Jallieu – Ulster   | 26-12 |
| 21-11-1999 | Wasps – Llanelli            | 22-13 |
| 26-11-1999 | Ulster – Wasps              | 6-19  |
| 27-11-1999 | Llanelli – Bourgoin-Jallieu | 29-10 |
| 10-12-1999 | Ulster – Llanelli           | 6-29  |
| 11-12-1999 | Bourgoin-Jallieu – Wasps    | 15-21 |
| 18-12-1999 | Llanelli – Ulster           | 20-3  |
| 19-12-1999 | Wasps – Bourgoin-Jallieu    | 37-23 |
| 8-1-2000   | Bourgoin-Jallieu – Llanelli | 30-36 |
| 9-1-2000   | Wasps – Ulster              | 49-17 |
| 14-1-2000  | Ulster – Burgoin-Jallieu    | 27-36 |
| 15-1-2000  | Llanelli – Wasps            | 25-15 |

#### Classifica
| Pos | Squadra          | G | V | N | P | PF  | PS  | P±   | PT |
| --- | ---------------- | - | - | - | - | --- | --- | ---- | -- |
| C1  | Llanelli         | 6 | 5 | 0 | 1 | 152 | 86  | 66   | 10 |
| C2  | London Wasps     | 6 | 5 | 0 | 1 | 163 | 99  | 64   | 10 |
| C3  | Bourgoin-Jallieu | 6 | 2 | 0 | 4 | 140 | 162 | −22  | 4  |
| C4  | Ulster           | 6 | 0 | 0 | 6 | 71  | 179 | −108 | 0  |

### Girone D
|            | Incontri               |       |
| ---------- | ---------------------- | ----- |
| 20-11-1999 | Munster – Pontypridd   | 32-10 |
| 21-11-1999 | Colomiers – Saracens   | 19-16 |
| 26-11-1999 | Pontypridd – Colomiers | 22-14 |
| 28-11-1999 | Saracens – Munster     | 34-35 |
| 11-12-1999 | Colomiers – Munster    | 15-31 |
| 12-12-1999 | Saracens – Pontypridd  | 52-35 |
| 17-12-1999 | Pontypridd – Saracens  | 18-22 |
| 18-12-1999 | Munster – Colomiers    | 23-5  |
| 8-1-2000   | Munster – Saracens     | 31-30 |
| 9-1-2000   | Colomiers – Pontypridd | 38-21 |
| 15-1-2000  | Pontypridd – Munster   | 38-36 |
| 16-1-2000  | Saracens – Colomiers   | 52-15 |

#### Classifica
| Pos | Squadra    | G | V | N | P | PF  | PS  | P±  | PT |
| --- | ---------- | - | - | - | - | --- | --- | --- | -- |
| D1  | Munster    | 6 | 5 | 0 | 1 | 188 | 132 | 56  | 10 |
| D2  | Saracens   | 6 | 3 | 0 | 3 | 206 | 153 | 53  | 6  |
| D3  | Colomiers  | 6 | 2 | 0 | 4 | 144 | 194 | −50 | 4  |
| D4  | Pontypridd | 6 | 2 | 0 | 4 | 106 | 165 | −59 | 4  |

### Girone E
|            | Incontri                 |       |
| ---------- | ------------------------ | ----- |
| 19-11-1999 | Cardiff – Harlequins     | 32-32 |
| 20-11-1999 | Benetton – Montferrand   | 15-21 |
| 27-11-1999 | Harlequins – Benetton    | 19-22 |
| 27-11-1999 | Montferrand – Cardiff    | 46-13 |
| 11-12-1999 | Cardiff – Benetton       | 23-16 |
| 11-12-1999 | Harlequins – Montferrand | 11-9  |
| 18-12-1999 | Benetton – Cardiff       | 16-40 |
| 18-12-1999 | Montferrand – Harlequins | 32-9  |
| 8-1-2000   | Benetton – Harlequins    | 24-23 |
| 8-1-2000   | Cardiff – Montferrand    | 30-5  |
| 16-1-2000  | Harlequins – Cardiff     | 26-30 |
| 16-1-2000  | Montferrand – Benetton   | 41-7  |

#### Classifica
| Pos | Squadra     | G | V | N | P | PF  | PS  | P±  | PT |
| --- | ----------- | - | - | - | - | --- | --- | --- | -- |
| E1  | Cardiff RFC | 6 | 4 | 1 | 1 | 168 | 141 | 27  | 9  |
| E2  | Montferrand | 6 | 4 | 0 | 2 | 154 | 85  | 69  | 8  |
| E3  | Benetton    | 6 | 2 | 0 | 4 | 100 | 167 | −67 | 4  |
| E4  | Harlequins  | 6 | 1 | 1 | 4 | 120 | 149 | −29 | 3  |

### Girone G
|            | Incontri                |       |
| ---------- | ----------------------- | ----- |
| 19-11-1999 | Northampton – Neath     | 21-12 |
| 19-11-1999 | Edimburgo – Grenoble    | 23-18 |
| 27-11-1999 | Neath – Edimburgo       | 20-31 |
| 27-11-1999 | Grenoble – Northampton  | 20-18 |
| 11-12-1999 | Neath – Grenoble        | 43-14 |
| 11-12-1999 | Northampton – Edimburgo | 32-10 |
| 17-12-1999 | Edimburgo – Northampton | 8-47  |
| 17-12-1999 | Grenoble – Neath        | 21-10 |
| 7-1-2000   | Edimburgo – Neath       | 23-20 |
| 9-1-2000   | Northampton – Grenoble  | 27-16 |
| 15-1-2000  | Neath – Northampton     | 23-39 |
| 15-1-2000  | Grenoble – Edimburgo    | 21-19 |

#### Classifica
| Pos | Squadra     | G | V | N | P | PF  | PS  | P±  | PT |
| --- | ----------- | - | - | - | - | --- | --- | --- | -- |
| G1  | Northampton | 6 | 5 | 0 | 1 | 184 | 87  | 97  | 10 |
| G2  | Grenoble    | 6 | 3 | 0 | 3 | 110 | 140 | −30 | 6  |
| G3  | Edimburgo   | 6 | 3 | 0 | 3 | 112 | 158 | −46 | 6  |
| G4  | Neath       | 6 | 1 | 0 | 5 | 128 | 149 | −21 | 2  |

## Seedingdopo la fase a gironi
| Pos | Squadra        | G | V | N | P | PF  | PS  | DP   | Pt |
| --- | -------------- | - | - | - | - | --- | --- | ---- | -- |
| 1   | Tolosa         | 6 | 5 | 0 | 1 | 200 | 73  | +127 | 10 |
| 2   | Northampton    | 6 | 5 | 0 | 1 | 184 | 87  | +97  | 10 |
| 3   | Munster        | 6 | 5 | 0 | 1 | 188 | 132 | +56  | 10 |
| 4   | Llanelli       | 6 | 5 | 0 | 1 | 152 | 86  | +66  | 10 |
| 5   | Cardiff RFC    | 6 | 4 | 1 | 1 | 168 | 141 | +27  | 9  |
| 6   | Stade français | 6 | 4 | 0 | 2 | 192 | 109 | +83  | 8  |
| 7   | London Wasps   | 6 | 5 | 0 | 1 | 163 | 99  | +64  | 10 |
| 8   | Montferrand    | 6 | 4 | 0 | 2 | 154 | 85  | +69  | 8  |
| 9   | Bath           | 6 | 4 | 0 | 2 | 170 | 80  | +90  | 8  |
| 10  | Leinster       | 6 | 4 | 0 | 2 | 150 | 138 | +12  | 8  |
| 11  | Saracens       | 6 | 3 | 0 | 3 | 206 | 153 | +53  | 6  |
| 12  | Grenoble       | 6 | 3 | 0 | 3 | 110 | 140 | −30  | 6  |

## Play-off
|  | Quarti di finale | Quarti di finale | Quarti di finale |             |             | Semifinali  | Semifinali | Semifinali |  |  | Finale | Finale | Finale |  |
|  |                  |                  |                  |             |             |             |            |            |  |  |        |        |        |  |
|  | 1                | Tolosa           | 31               |             |             |             |            |            |  |  |        |        |        |  |
|  | 1                | Tolosa           | 31               |             |             |             |            |            |  |  |        |        |        |  |
|  | 8                | Montferrand      | 18               |             |             |             |            |            |  |  |        |        |        |  |
|  | 8                | Montferrand      | 18               |             | Tolosa      | Tolosa      | 25         |            |  |  |        |        |        |  |
|  |                  |                  |                  |             | Tolosa      | Tolosa      | 25         |            |  |  |        |        |        |  |
|  |                  |                  | Munster          | Munster     | 31          |             |            |            |  |  |        |        |        |  |
|  | 3                | Munster          | Munster          | Munster     | 31          | 27          |            |            |  |  |        |        |        |  |
|  | 3                | Munster          |                  |             |             |             |            |            |  |  |        |        |        |  |
|  | 6                | Stade français   | 10               |             |             |             |            |            |  |  |        |        |        |  |
|  | 6                | Stade français   | 10               |             | Munster     | Munster     | 8          |            |  |  |        |        |        |  |
|  |                  |                  |                  |             |             |             |            |            |  |  |        |        |        |  |
|  |                  |                  | Northampton      | Northampton | 9           |             |            |            |  |  |        |        |        |  |
|  | 2                | Northampton      | Northampton      | Northampton | 9           | 25          |            |            |  |  |        |        |        |  |
|  | 2                | Northampton      |                  |             |             |             |            |            |  |  |        |        |        |  |
|  | 6                | London Wasps     | 22               |             |             |             |            |            |  |  |        |        |        |  |
|  | 6                | London Wasps     | 22               |             | Northampton | Northampton | 31         |            |  |  |        |        |        |  |
|  |                  |                  |                  |             | Northampton | Northampton | 31         |            |  |  |        |        |        |  |
|  |                  |                  | Llanelli         | Llanelli    | 28          |             |            |            |  |  |        |        |        |  |
|  | 4                | Llanelli         | Llanelli         | Llanelli    | 28          | 22          |            |            |  |  |        |        |        |  |
|  | 4                | Llanelli         |                  |             |             |             |            |            |  |  |        |        |        |  |
|  | 5                | Cardiff RFC      | 3                |             |             |             |            |            |  |  |        |        |        |  |

### Quarti di finale
| Arbitro: | Steve Lander |

|                     |      |           |
| A. Horgan D. Crotty | mt   | tecnica   |
| O’Gara              | tr   | Domínguez |
| O’Gara (5)          | c.p. | Domínguez |

| Arbitro: | Didier Mené |

|              |      |            |
| Wyatt        | mt   |            |
| S. Jones     | tr   |            |
| S. Jones (5) | c.p. | N. Jenkins |

| Arbitro: | Iain Ramage |

|                                 |      |                        |
| Ougier 26’                      | mt   | 59’ Audebert 80’ Marsh |
| Marfaing 26’                    | tr   | 59’ Merceron           |
| Marfaing 6’, 33’, 37’, 46’, 51’ | c.p. | 9’ Merceron            |
| Marfaing 40’, 80+2’             | drop | 66’ Nadau              |

| Arbitro: | Clayton Thomas |

|             |      |                   |
| Malone      | mt   | Dallaglio Worsley |
| Grayson     | tr   |                   |
| Grayson (6) | c.p. | King (4)          |

### Semifinali
| Arbitro: | Jim Fleming |

|                     |      |                      |
| Cazalbou            | mt   | Hayes O’Gara Holland |
| Marfaing            | tr   | O’Gara (2)           |
| Marfaing (5) Ougier | c.p. | O’Gara (4)           |

| Arbitro: | Alan Lewis |

|                    |      |              |
| Bateman Cohen      | mt   | D. James     |
|                    | tr   | S. Jones     |
| Dawson (6) Grayson | c.p. | S. Jones (7) |

### Finale
| Arbitro: | Joël Dumé |

| |              | |
| | mt           | 32’ D. Wallace |
| Grayson 2’, 38’, 48’ | c.p.         | |
| | drop         | 15’ Holland |
| · Grayson · Moir · Bateman · Allen · Cohen · Hepher · 74’ Malone · Pagel · Méndez · 68’ M. Stewart · 71’ Newman · Rodber · Mackinnon · Lam · Poutney | Formazioni   | · D. Crotty 80+3’ · Kelly · Mullins · Holland · A. Horgan · O’Gara · Stringer · Clohessy · K. Wood · Hayes · Galwey · Langford · Halvey · A. Foley · D. Wallace |
| · 68’ Scelzo · 71’ Fillis · 74’ Brannall | Sostituzioni | · K. Keane 80+3’ |
| John Steele | Allenatori   | Declan Kidney |